# Kanton Canet-en-Roussillon
Kanton Canet-en-Roussillon (fr. Canton de Canet-en-Roussillon) je francouzský kanton v departementu Pyrénées-Orientales v regionu Languedoc-Roussillon. Skládá se ze čtyř obcí.

## Obce kantonu
- Canet-en-Roussillon
- Sainte-Marie
- Saint-Nazaire
- Villelongue-de-la-Salanque